# Пім Фортейн
Пім Фортейн (нід. Pim Fortuyn, повне ім'я нід. Wilhelmus Simon Petrus Fortuyn; 19 лютого, 1948 — 6 травня, 2002, Гілверсум) — нідерландський політичний діяч.

## Біографія
Народився в нідерландському місті Велсені.
У 2001 році Пім Фортейн очолив список кандидатів до парламенту щойно створеної в місті Гілверсумі (спершу суто регіональної) партії «Придатні до життя Нідерланди» (Leefbaar Nederland).
9 лютого 2002 Фортейн опублікував в одній з газет інтерв'ю, в якому недвозначно заявив про свою рішучість припинити імміграцію мусульман до Нідерландів. Наступного дня він був виключений з виборчого списку, а днем пізніше заснував свою власну партію — «Список Піма Фортейна» (нід. Lijst Pim Fortuyn).
У березні 2002 року Фортейн тріумфально виграв вибори до міської ради Роттердама.
Будучи відкритим геєм, Фортейн виступав на підтримку цілої низки ліберальних ініціатив, чи то одностатеві шлюби чи право на евтаназію. У передвиборчій програмі Фортейна особлива увага приділялася розвитку нових технологій, особливо в охороні здоров'я.
6 травня 2002 року, тобто за тиждень до загальнонаціональних виборів, у місті Гілверсумі, звідки Фортейн почав свою політичну кар'єру, його застрелив Волкерт ван дер Граф — активіст радикальної екологічної групи.